# Sindbjerg Sogn

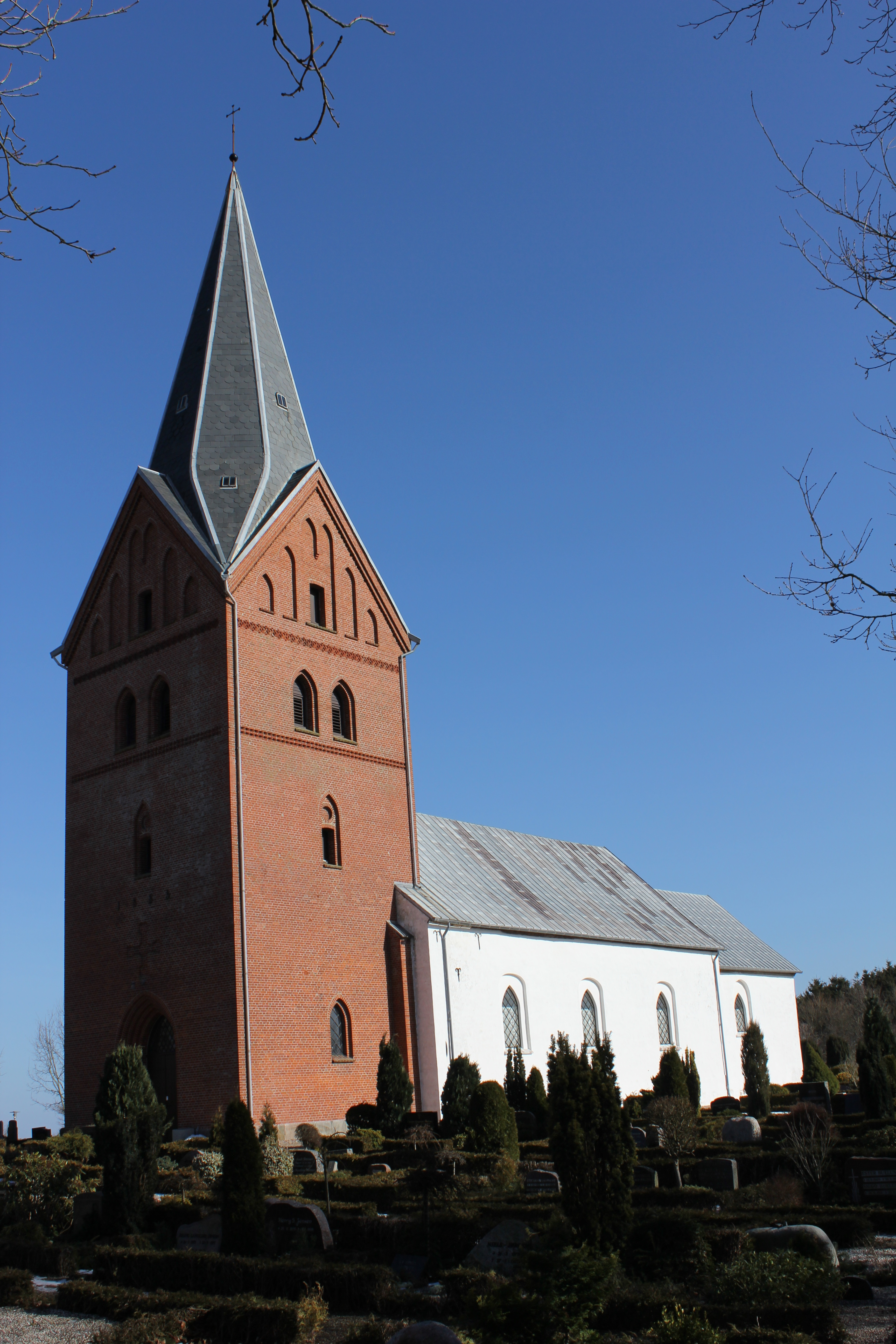
Sindbjerg Kirke

Sindbjerg Sogn ist eine Kirchspielsgemeinde (dän.: Sogn) im südlichen Dänemark. Bis 1970 gehörte sie zur Harde Nørvang Herred im damaligen Vejle Amt, danach zur Tørring-Uldum Kommune im erweiterten Vejle Amt, die im Zuge der  Kommunalreform zum 1. Januar 2007 teilweise in der „neuen“  Hedensted Kommune in der Region Midtjylland aufgegangen ist. Ein kleiner Teil des Kirchspieles liegt auch auf dem Gebiet der Vejle Kommune in der Region Syddanmark.
Im Kirchspiel leben 2018 Einwohner. (Stand:1. Januar 2023). Auf dem Gebiet der Vejle Kommune lebten im Jahre 2008 (dem letzten Jahr, in dem Danmarks Statistik die Einwohnerzahlen für jede Kommune separat ausgewiesen hat) 12 der damals insgesamt 1923 Einwohner des Kirchspiels. Im Kirchspiel liegt die Kirche „Sindbjerg Kirke“.
Nachbargemeinden sind auf dem Gebiet der Hedensted Kommune im Nordwesten Langskov Sogn, im Norden Uldum Sogn und im Osten Øster Snede Sogn, auf dem Gebiet der Vejle Kommune im Süden Grejs Sogn und im Westen Vindelev Sogn.